# 盲目のもの

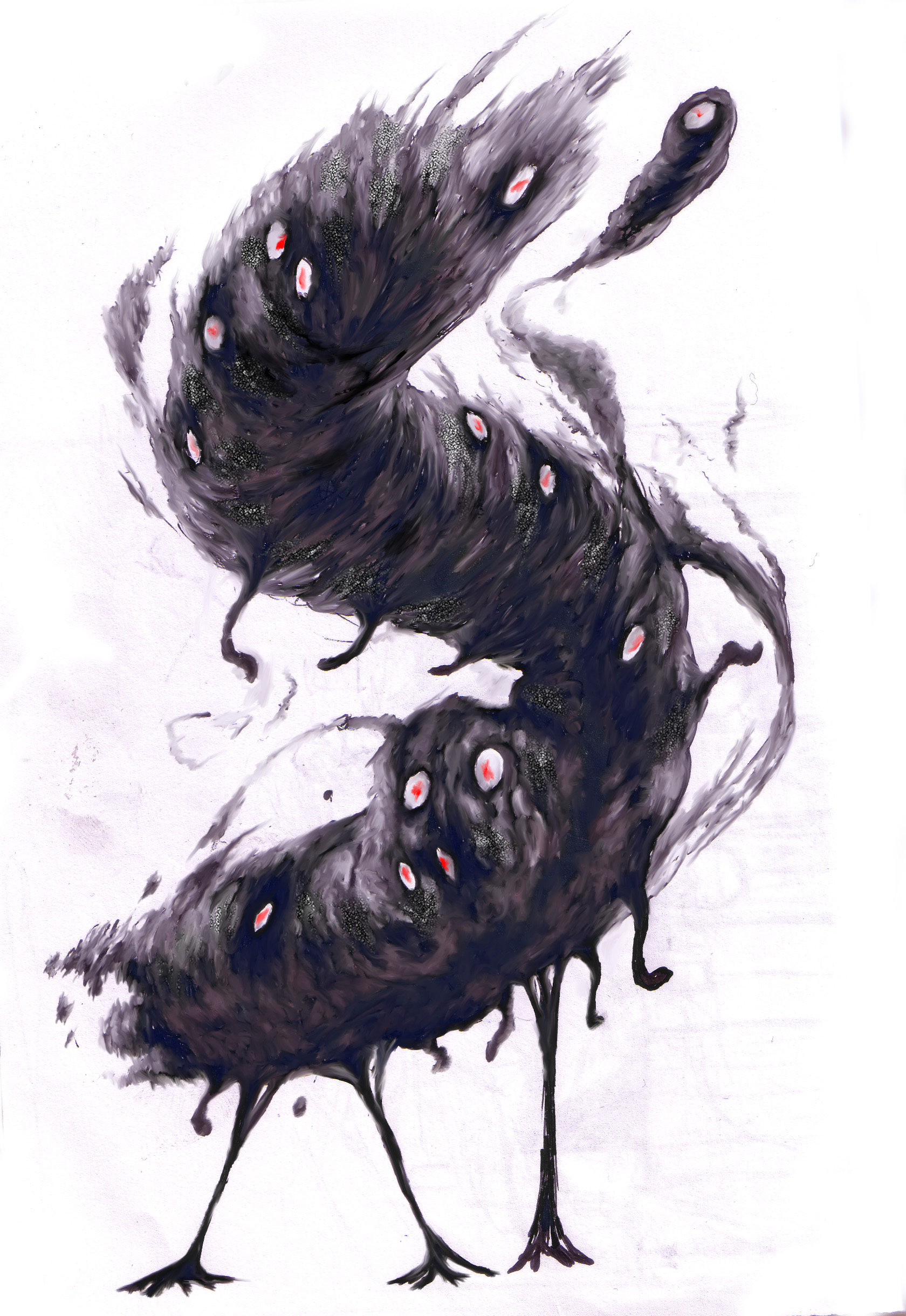
空飛ぶポリプ状生物

盲目のもの（もうもくのもの）、あるいは空飛ぶポリプ（flying polyp）は、クトゥルフ神話作品に登場する架空の生物。名称は1980年代にクトゥルフ神話TRPGにて英語の名前がつけられ、邦訳されたものである。
視覚を持たない、飛行するポリプ状の生物である。
この生物には長らく定まった呼称が存在せず、作品中では先住種族The Elder Being / elder raceなどと呼ばれていたものの、既存の神話生物らと似たような呼称でしかなかったためか定まらなかった。そのためTRPG設定化する際に名前が拵えられたのであるが、同じころ幻の作品が再発見されロイガーノスという固有名がつけられていたことが判明した。
初出は、ハワード・フィリップス・ラヴクラフトの『時間からの影』。クトゥルフ神話内では主に「大いなる種族物語」に登場するが、大いなる種族よりも知名度・登場頻度は下がる。

## 概要
人類誕生以前の先住種族のひとつ。外宇宙から飛来し、6億年前には地球をはじめとして太陽系の4つの惑星を支配していた。
詳しい形状は不明だが、半ポリプ状で、物質的なのは体の一部のみという異質な生命体である。視覚の代わりに、あらゆる物質的障壁を通り抜ける特殊な知覚を備えている。翼なしに飛行する。その他にも、一時的に姿を消すことや大風を操ることが可能である。しかし、姿を消しても絶えず飛行するポリプからは喘息の呼吸のような音が聞こえるので存在を認知することは可能である。ある種の電気エネルギーを受けると破壊される。
精神構造も通常の生物とは全く異なっており、後述する「大いなる種族」でさえ、精神交換が不可能だった。
太古の地球に無窓の塔の都市を築き、「半植物的な円錐体生物」を捕食していた。しかし、精神体種族イースの大いなる種族が円錐体生物の身体を乗っ取ったことで、攻撃され、地底世界に追いやられる。
長い年月の後に再び地上に現れ、逆襲し、円錐体生物を滅ぼした。ただし、大いなる種族は精神体ゆえ、身体を捨てて逃げていた。
復讐後は、地上の再支配を望むこともなく、地下の深淵で衰退していった。しかし、人類が生息する現代、彼らはまだ滅亡していない。
TRENT.ROMANの「THE INVASION OUT OF TIME」では、未来において人類の前に敵として出現した彼らと、書物で彼らを知っていた人類との戦いを、中国人戦闘機パイロットの目を通して描いている。
フレッド・ペルトンの設定では、ロイガーノスという固有名がつけられており、邪神ロイガーに仕える風の眷属とされている。ロイガーノスの名はネクロノミコンの異本「サセックス稿本」に記録されているが、正本のネクロノミコンには載っていないようである。日本の『邪神伝説シリーズ』でも風邪神神話の系譜に組み込まれている。

## 登場作品
- ハワード・フィリップス・ラヴクラフト：時間からの影[注 1]
- リン・カーター：暗黒の知識のパピルス
- TRENT.ROMAN：THE INVASION OUT OF TIME（未訳）
- フレッド・ペルトン：サセックス稿本
- 矢野健太郎：邪神伝説シリーズ・ケイオスシーカー&渚事件簿